# Grazia Scuccimarra
Maria Grazia Scuccimarra (Teramo, 26 dicembre 1944) è un'attrice teatrale e regista teatrale italiana.

## Biografia
Laureata in Giurisprudenza all'Università La Sapienza di Roma, insegna Diritto ed economia nelle Scuole superiori.
Fin dall'adolescenza ha coltivato la passione per la scrittura. A diciassette anni era corrispondente per il Corriere della Sera.
La passione per la musica l'ha portata a scrivere testi per canzoni, con il sogno nel cassetto di diventare cantante. 
Ha iniziato la carriera a Roma nel Folkstudio in Trastevere trampolino di tanti cantanti come De Gregori e Venditti. Il proprietario del locale, il signor Cesaroni, dopo averla ascoltata cantare le diede la spinta nell'indirizzare e valorizzare la vocazione per il cabaret.
Nel 1979, all'età di 32 anni, sposata e con due figli, affittò il teatro Leopardo a Trastevere e cominciò a esibirsi portando in scena il suo primo lavoro teatrale Successo, un testo che ironizzava sulla smania di successo nel mondo dello spettacolo. Dello spettacolo aveva scritto il testo, curato la regia e la scenografia, scelto le musiche e ne era stata l'interprete principale.
Da quel momento portò in scena nuovi spettacoli da lei scritti e interpretati, mediamente al ritmo di uno all'anno. Sono ventiseette gli spettacoli comico-satirici messi in scena in tutta Italia ed anche all'estero, da Successo del 1979 a Così impari del 2019.
Ha partecipato come opinionista a diverse edizioni del Maurizio Costanzo Show.
Dal 1990 al 1995 è stata consigliere comunale a Teramo per la lista "Civica, laica e verde" guidata all'epoca da Marco Pannella. Dello stesso gruppo consiliare, in quegli anni, fece parte anche il cantautore Ivan Graziani.
Nel 2005 ha ricevuto il premio della Società Dante Alighieri per la cultura. L'attrice è stata insignita del premio per la legalità "Paolo Borsellino".

## Teatro
- Successo (1979)
- Tutto è cultura... anch'io (1980)
- Maschia (1981)
- Gioiamia (1982)
- Noi, le ragazze degli anni '60 (1983)
- ...e io scrivo a Pertini (1984)
- Verdinvidia (1985)
- A noi due signora (1986)
- Tutto esaurito, (1987)
- Su e giù per le rotte sca(to)le (1988)
- Graziaditutto (1989)
- Una ragione c'è sempre (1990)
- Fuorimisura (1991)
- Però ci amiamo (1994)
- Figurati adesso (1995)
- Ho perso il filo (1997)
- Superenaletto (1999)
- Manca molto? (2000)
- Caro amico John (2002)
- Sono una donna laceroconfusa (2003)
- Occhebello Macchebravi (2005)
- Facce di bronzo (2007)
- Ma no, ma su, ma dai, ma non ci posso credere (2008)
- Zittotu (2008)
- Belladentro (fuori non ce l'ho fatta)(2010)
- Chiedo i danni (2013)
- Così impari (2019)

## Filmografia

### Cinema
- Magic Moments, regia di Luciano Odorisio (1984)
- Impiegati, regia di Pupi Avati (1984)
- 32 dicembre, regia di Luciano De Crescenzo (1988)

### Televisione
- Caccia al ladro d'autore - serie TV, episodio 1x01 (1995)

## Riconoscimenti
- Premio Abano
  - 1989 - Premio Abano e Premio Giovani Protagonisti di Fondi
- Peso d'oro
  - 1987 - Peso d'oro per il teatro
- Premio Chianciano
  - 1985 - Per il complesso della sua attività radiofonica e il "Passaporto di Cinecittà per le sue partecipazioni cinematografiche"
- Premio "Funny Festival"
  - 1987 - Migliore attrice comico-satirica
  - 2005 - Premio della Società Dante Alighieri per la cultura
- Nettuno d'oro
  - 1986 - Per le doti artistiche e il contributo apportato all'arte
- Taormina
  - 1988 - Premio "Una vita per il teatro"